# 20th Anniversary Premium Collection
『"20th Anniversary Premium Collection"』(トゥウェンティース アニバーサリー プレミアム コレクション)は、2008年9月10日に発売されたDe-LAXのアルバム。通算3枚目のベスト・アルバムである。発売元はフォーライフミュージックエンタテイメント。

## 概要
- 本作は、フォーライフミュージックエンタテイメントからの作品発表となる。
- 活動再開後、初のベストアルバム。メジャーデビュー20周年を記念して発売された。De-LAXのアルバム作品としては、前作『Best of De+LAX』から実に7年ぶりのリリースとなった。また、7thアルバム『ART+BEAT』と同時発売された。
- CDには、これまで発売されたアルバムには入っていない曲や、再録曲、リミックス曲を含む20曲が収録。DVDには、シングル曲5曲と、アルバム曲1曲のPVと、2ndアルバム『NEUROMANCER』のTV SPOTが収録されている。
- 7thアルバム『ART+BEAT』と同時購入した人の特典として、アルバムツアー『D+X 20th Anniversary Tour '08 "ART BEAT MANIFESTO"』のファイナル公演である2008年11月8日の恵比寿LIQUIDROOM公演のライブとバックステージに参加できる応募券がついていた。
- 今作も、前作『Best of De+LAX』同様各アルバムから様々な選曲があったが、唯一6thアルバム『RenaiSSance』からの選曲がない。

## ツアー
- このアルバムと、7thアルバム『ART+BEAT』の2作のアルバムをひっさげ、アルバムツアー『D+X 20th Anniversary Tour '08 "ART BEAT MANIFESTO"』を行った。また、翌年の2009年には、コンサートツアー『ART+BEAT GO-GO AHEAD』も行った。なお、この頃のライブの模様は映像化は現在もされてない。

## 収録曲

### CD
| #         | タイトル                                                               | 作詞                       | 作曲               | 編曲             | 時間  |
| --------- | ---------------------------------------------------------------------- | -------------------------- | ------------------ | ---------------- | ----- |
| 1.        | 「SENSATION」                                                          | 宙也                       | 鈴木正美           | De-LAX           | 3:34  |
| 2.        | 「CANDY」                                                              | 宙也                       | 榊原秀樹           | De-LAX           | 3:01  |
| 3.        | 「NEUROMANCER」                                                        | 宙也                       | 鈴木正美           | 鈴木正美・De-LAX | 3:19  |
| 4.        | 「MISTY MEMORY」                                                       | 宙也                       | 榊原秀樹・鈴木正美 | De-LAX           | 4:16  |
| 5.        | 「VOICE OF LOVE」                                                      | 宙也                       | 鈴木正美           | De-LAX           | 4:26  |
| 6.        | 「SHA-LA-LA」                                                          | De-LAX                     | 鈴木正美           | De-LAX           | 4:25  |
| 7.        | 「DEEP INSANITY -25時の狂気-」                                         | 宙也                       | THE SPANISH BOMBS  | 鈴木正美・De-LAX | 5:07  |
| 8.        | 「POP IS MY LIFE」                                                     | 宙也                       | 鈴木正美           | De-LAX           | 3:26  |
| 9.        | 「ROCK & FREEDOM」                                                     | 宙也・鈴木正美             | 京極輝男・鈴木正美 | De-LAX           | 4:36  |
| 10.       | 「CRAZY BOY」                                                          | 宙也                       | 榊原秀樹           | De-LAX           | 3:13  |
| 11.       | 「WEEKEND」                                                            | 宙也                       | 宙也               | De-LAX           | 4:08  |
| 12.       | 「MOVE ON UP」                                                         | De-LAX                     | De-LAX             | De-LAX           | 4:09  |
| 13.       | 「HEAVEN OR HELL」                                                     | 宙也                       | 宙也               | De-LAX           | 2:47  |
| 14.       | 「Mr.Cupid」                                                           | 宙也                       | 京極輝男           | 京極輝男・De-LAX | 3:48  |
| 15.       | 「緑の光線 (GREEN FLASH)」                                             | 宙也                       | 榊原秀樹           | De-LAX           | 3:38  |
| 16.       | 「ダイヤモンドの夜」                                                   | 宙也                       | 鈴木正美           | De-LAX           | 4:55  |
| 17.       | 「JERUSALEM -DESERTED VERSION-」                                       | 宙也                       | 榊原秀樹           | 鈴木正美・De-LAX | 4:20  |
| 18.       | 「MIDNIGHT RIPPER ('91 LIVE @ POWER STATION)」                         | 宙也                       | 鈴木正美           | De-LAX           | 3:16  |
| 19.       | 「WAR DANCE -'08 VERSION-」                                            | 宙也                       | 榊原秀樹・鈴木正美 | 鈴木正美         | 3:57  |
| 20.       | 「SPIRITS A GO-GO -SOLID SILVER HARD ACTION MIX- (Remixed by Hideki)」 | 宙也・京極輝男・高橋まこと | 鈴木正美           | 榊原秀樹         | 3:47  |
| 合計時間: | 合計時間:                                                              | 合計時間:                  | 合計時間:          | 合計時間:        | 74:48 |

### DVD
| #  | タイトル                    | 作詞                       | 作曲               | 編曲             |
| -- | --------------------------- | -------------------------- | ------------------ | ---------------- |
| 1. | 「POP IS MY LIFE」          | 宙也                       | 鈴木正美           | De-LAX           |
| 2. | 「WAR DANCE」               | 宙也                       | 榊原秀樹・鈴木正美 | De-LAX           |
| 3. | 「SPIRITS A GO-GO」         | 宙也・京極輝男・高橋まこと | 鈴木正美           | 鈴木正美・De-LAX |
| 4. | 「GLOBAL STREET」           | 宙也                       | 鈴木正美           | 鈴木正美・De-LAX |
| 5. | 「VOICE OF LOVE」           | 宙也                       | 鈴木正美           | De-LAX           |
| 6. | 「TONIGHT」                 | De-LAX                     | De-LAX             | De-LAX           |
| 7. | 「WAR DANCE -'08 VERSION-」 | 宙也                       | 榊原秀樹・鈴木正美 | 鈴木正美         |
| 8. | 「TV SPOT」                 |                            |                    |                  |
| 9. | 「HEY BOY!!」               | THE SPANISH BOMBS          | THE SPANISH BOMBS  | De-LAX           |

## 曲解説

### CD
1. SENSATION (3:34)
  - 作詞:宙也、作曲:鈴木正美、編曲:De-LAX

1stアルバム『SENSATION』収録。
2. CANDY (3:01)
  - 作詞:宙也、作曲:榊原秀樹、編曲:De-LAX

3rdシングル「CANDY」の表題曲。
3. NEUROMANCER (3:19)
  - 作詞:宙也、作曲:鈴木正美、編曲:鈴木正美・De-LAX

2ndシングル「NEUROMANCER」の表題曲。
4. MISTY MEMORY (4:16)
  - 作詞:宙也、作曲:榊原秀樹・鈴木正美、編曲:De-LAX

1stアルバム『SENSATION』収録。
5. VOICE OF LOVE (4:26)
  - 作詞:宙也、作曲:鈴木正美、編曲:De-LAX

5thシングル「VOICE OF LOVE」の表題曲。
6. SHA-LA-LA (4:25)
  - 作詞・編曲:De-LAX、作曲:鈴木正美

5thアルバム『Our Favourite Roads』収録。
7. DEEP INSANITY -25時の狂気- (5:07)
  - 作詞:宙也、作曲:THE SPANISH BOMBS、編曲:鈴木正美・De-LAX

3rdアルバム『KINGDOM』収録。
8. POP IS MY LIFE (3:26)
  - 作詞:宙也、作曲:鈴木正美、編曲:De-LAX

1stシングル「POP IS MY LIFE」の表題曲。
9. ROCK & FREEDOM (4:36)
  - 作詞:宙也・鈴木正美、作曲:京極輝男・鈴木正美、編曲:De-LAX

4thアルバム『EMOTIONAL MARKET』収録。
10. CRAZY BOY (3:13)
  - 作詞:宙也、作曲:榊原秀樹、編曲:De-LAX

3rdシングル「CANDY」のカップリング。
11. WEEKEND (4:08)
  - 作詞・作曲:宙也、編曲:De-LAX

2ndシングル「NEUROMANCER」のカップリング。シングルバージョンはアルバム初収録。
12. MOVE ON UP (4:09)
  - 作詞・作曲・編曲:De-LAX

5thアルバム『Our Favourite Roads』収録。
13. HEAVEN OR HELL (2:47)
  - 作詞・作曲:宙也、編曲:De-LAX

1stシングル「POP IS MY LIFE」のカップリング。アルバム初収録。
14. Mr.Cupid (3:48)
  - 作詞:宙也、作曲:京極輝男、編曲:京極輝男・De-LAX

3rdシングル「CANDY」のカップリング。アルバム初収録。
15. 緑の光線 (GREEN FLASH) (3:38)
  - 作詞:宙也、作曲:榊原秀樹、編曲:De-LAX

1stアルバム『SENSATION』収録。
16. ダイヤモンドの夜 (4:55)
  - 作詞:宙也、作曲:鈴木正美、編曲:De-LAX

1stアルバム『SENSATION』収録。
17. JERUSALEM -DESERTED VERSION- (4:20)
  - 作詞:宙也、作曲:榊原秀樹、編曲:鈴木正美・De-LAX

ビデオ『"KINGDOM"』収録。この曲単体ではアルバム初収録。だが音源はアルバムの説明文にあるビデオ・クリップ集『"KINGDOM"』からの引用ではなく、ライブアルバム『BOOTLEG!!』からの引用であるため、スタジオ音源版は現在もアルバム未収録となっている。
18. MIDNIGHT RIPPER ('91 LIVE @ POWER STATION) (3:16)
  - 作詞:宙也、作曲:鈴木正美、編曲:De-LAX

ライブアルバム『BOOTLEG!!』収録。この曲単体では、アルバム初収録。
デビュー前から演奏されている楽曲で、コンサートツアー『De-LAX TOUR '88 SPRING "DIAMOND SENSATION"』の初日だった横浜7th AVENUEのセットリストですでにこの曲が演奏されていた。なお、スタジオ音源化は現在もされていない。
19. WAR DANCE -'08 VERSION- (3:57)
  - 作詞:宙也、作曲:榊原秀樹・鈴木正美、編曲:鈴木正美

サンプルカットシングル。再録バージョンでの収録となった。
20. SPIRITS A GO-GO -SOLID SILVER HARD ACTION MIX- (Remixed by Hideki) (3:47)
  - 作詞:宙也・京極輝男・高橋まこと、作曲:鈴木正美、編曲・プロデュース・プログラミング:榊原秀樹

2ndアルバム『NEUROMANCER』に収録されている同曲のリミックスバージョン。

### DVD
1. POP IS MY LIFE
2. WAR DANCE
3. SPIRITS A GO-GO
4. GLOBAL STREET
5. VOICE OF LOVE
6. TONIGHT
7. WAR DANCE -'08 VERSION-
8. TV SPOT
9. HEY BOY!!
シークレットトラック。